# Intersekcja (geologia)
Intersekcja – w geologii - przecięcie powierzchni jakiegoś ciała geologicznego z powierzchnią terenu. Linia przecięcia obu tych powierzchni nosi nazwę linii intersekcyjnej. Jest to zarówno linia realnie istniejąca w terenie, jak i linia na mapie geologicznej, uwzględniającej ukształtowanie terenu.